# Rise of the Dragon
Rise of the Dragon is een videospel dat werd ontwikkeld door Dynamix en uitgegeven door Sierra On-Line. Het spel kwam in 1990 uit voor DOS. Later kwam het ook uit voor andere platforms.

## Verhaal
Het spel speelt zich af in het donkere cyberpunkachtige Los Angeles in 2053. Blade Hunter, voormalig agent bij de Los Angeles Police Department, is een privé-detective. Wanneer Chandra, de rebelse dochter van de burgemeester, experimenteert met een nieuw soort drugs, muteert ze in een monster en sterft ze. Blade wordt gevraagd om uit te zoeken wie verantwoordelijk is.
Blade komt te weten dat de Chinese maffia niet enkel achter de drug zit, maar dat zij ook de ganse wereld willen regeren. Den Hwang is de leider van de bende. Op het einde van het spel muteert hij in een draak. De komst van de draak Bahamut werd eerder voorspeld.

## Spelbesturing
Rise of the Dragon is vergelijkbaar met andere avonturenspellen van Dynamix uit de jaren 1990. De speler ziet de huidige locatie vanuit het (statisch) gezichtspunt van protagonist Blade. De muiscursor wordt gebruikt om te navigeren en om bepaalde objecten te vergroten.
Verder heeft het spel een tijdsindicator. Elke actie van Blade neemt een bepaalde tijd in beslag. Bepaalde gebeurtenissen in het spel spelen zich enkel af op bepaalde tijdstippen. De speler moet het spel uitgespeeld hebben voordat de tijdsindicator over de drie dagen gaat.
Verder hebben bepaalde puzzels meerdere oplossingen. Andere personages onthouden wat Blade hen heeft gevraagd en zullen daardoor meer/minder/niet geneigd zijn om Blade te helpen. Hierdoor zijn er verschillende plotwendingen en alternatieve eindscènes.

## Platforms
| Jaar | Platform         |
| ---- | ---------------- |
| 1990 | DOS              |
| 1991 | Amiga, Macintosh |
| 1992 | SEGA CD          |

## Ontvangst
| Beoordeeld door                      | Platform | Datum            | Score |
| ------------------------------------ | -------- | ---------------- | ----- |
| The One                              | DOS      | februari 1991    | 89%   |
| ASM (Aktueller Software Markt)       | Amiga    | november 1991    | 83%   |
| Defunct Games                        | SEGA CD  | 30 juli 2006     | 82%   |
| All Game Guide                       | SEGA CD  | 2007             | 80%   |
| Game Informer Magazine               | SEGA CD  | maart 2003       | 78%   |
| Amiga Joker                          | Amiga    | januari 1991     | 74%   |
| Joker Verlag präsentiert: Sonderheft | Amiga    | 1993             | 74%   |
| Power Play                           | DOS      | april 1991       | 68%   |
| Just Games Retro                     | SEGA CD  | 26 augustus 2007 | 67%   |
| Adventure Gamers                     | DOS      | 4 december 2009  | 50%   |